# Ethyl-acetát
Ethyl-acetát nebo ethylester kyseliny octové, dříve zvaný i octan ethylnatý, je organická sloučenina s funkčním vzorcem CH3COOCH2CH3. Jedná se o ester ethanolu a kyseliny octové. Tato bezbarvá kapalina má charakteristickou sladkou vůni připomínající hrušky, ve kterých je obsažena. Vyrábí se ve velkém množství pro použití jako rozpouštědlo. V roce 1985 se v Japonsku, Severní Americe a Evropě dohromady ročně vyrobilo cca 400 tisíc tun, v roce 2004 se celosvětová výroba odhadovala na 1,3 milionu tun.

## Výroba
Kyselina octová reaguje s ethanolem za vzniku ethylacetátu a vody.
CH3COOH + CH3CH2OH ⇌ CH3COOCH2CH3 + H2O
Výsledný produkt se musí odebírat, protože reakce je rovnovážná.
Lze jej odebírat například destilací.

## Použití
Ethyl-acetát se primárně využívá jako rozpouštědlo a ředidlo, je upřednostňován díky nízké ceně, malé toxicitě a snesitelnému zápachu. Například se běžně používá pro čištění desek s elektronickými obvody a v některých odstraňovačích laku na nehty (používá se také aceton a acetonitril). Lze ho využít při dekofeinizaci kávových zrn a čajových lístků. Používá se také v nátěrových hmotách jako aktivátor nebo tvrdidlo. Ethyl-acetát je přítomen v cukrovinkách, parfémech a v ovoci. V parfémech se rychle vypařuje a zanechává vůni parfému na kůži.

### Laboratorní použití
V laboratoři se směsi obsahující ethyl-acetát často používají ve sloupcové chromatografii a při extrakcích. Málokdy se však využívá jako reakční rozpouštědlo, protože je náchylný na hydrolýzu a transesterifikaci.
V organické chemii, zejména při experimentech, ho lze odstranit stlačeným vzduchem z horké vodní lázně, protože je velmi těkavý a má nízký bod varu.

### Další použití
V oblasti entomologie se ethyl-acetát využívá jako účinný asfyxant při sběru a studiu hmyzu. Ve smrtičce naplněné ethyl-acetátem jeho páry rychle usmrcují sbíraný (obvykle dospělý) hmyz, aniž by ho poškodily. Protože ethyl-acetát není hygroskopický, udržuje hmyz dostatečně měkký, aby mohl být přidán do sbírky.

## Výskyt ve vínech
Ethylester kyseliny octové je nejhojnějším esterem ve víně, tvoří se reakcí kyseliny octové a ethanolu během fermentace. Aroma ethyl-acetátu je nejvíce zřejmé v mladých vínech a přispívá k obecnému vnímání "ovocnosti" vína. Citlivost různých lidí se liší, většina má práh vnímání okolo 120 mg/l. Nadměrná množství ethyl-acetátu se považují za vadu vína. Expozice kyslíku může vadu zjitřit, protože dochází k oxidaci ethanolu na acetaldehyd, který zanechává ve víně ostrou octovou chuť.

## Reakce
Ethyl-acetát lze hydrolyzovat v kyselém nebo zásaditém prostředí a získat tak opět kyselinu octovou a ethanol. Použití kyselého katalyzátoru hydrolýzu urychluje (viz Fischerovo ekvilibrium). V laboratoři (a obvykle jen pro ilustrativní účely) se ethyl-acetát typicky hydrolyzuje ve dvoufázovém procesu, který začíná stechiometrickým množstvím silné zásady, například hydroxidu sodného. Tato reakce poskytuje ethanol a octan sodný, který s ethanolem nereaguje:
{\displaystyle {\mathsf {CH_{3}COOCH_{2}CH_{3}+NaOH\ \to \ CH_{3}CH_{2}OH+CH_{3}COONa}}}
Ethylacetát reaguje s hydroxidem sodným za vzniku ethanolu a octanu sodného.
Reaguje také s vodou:
{\displaystyle {\mathsf {CH_{3}COOCH_{2}CH_{3}+H_{2}O\ \rightleftharpoons \ CH_{3}COOH+CH_{3}CH_{2}OH}}}
Ethylacetát reaguje s vodou za vzniku kyseliny octové a ethanolu.

## Bezpečnost
Smrtelná dávka LD50 u potkanů činí 11,3 g/kg, což svědčí o velmi nízké toxicitě.